# Pat Ryan

Pat Ryan (Pensilvania, 29 de octubre de 1946 – Pensilvania, 22 de marzo de 1991) fue un actor estadounidense.

## Trayectoria como actor
Ryan, con una oronda figura bastante reconocible, apareció en papeles secundarios en películas de terror y de acción durante la década de 1980.
Entre los títulos de terror en los que intervino figuran algunos clásicos de serie B de culto, tales como El Vengador Tóxico 
(The Toxic Avenger), Eat and Run o Street Trash. En la producción de Troma Entertainment El Vengador Tóxico 
era el repulsivo alcalde Belgoody que trataba de acabar con el personaje que daba título a la película. Intervino después en otra de las películas 
del dueño de Troma, Lloyd Kaufman, como el responsable de la planta nuclear de Mutantes en la universidad. 
Ryan apareció acreditado como Pat Ryan, Pat Ryan Jr., Bob Ryan, R. L. Ryan o Robert L. Ryan.

## Vida personal
Ryan nació en Pensilvania, donde transcurrió su vida hasta su repentina muerte, ocurrida en 1991 
debido a un ataque al corazón; Ryan tenía entonces 44 años. El documental de 2003 ¿Quién mató a Dr. Pus? está dedicado a la 
memoria de Ryan.

## Filmografía
- Justicia privada (Fighting Back, 1982) ... Vecino (como Bob Ryan)
- El Vengador Tóxico (The Toxic Avenger, 1984), de Lloyd Kaufman y Michael Herz ... Alcalde Peter Belgoody (como Pat Ryan Jr.)
- Birdy (1984) ... Joe Sagessa (como Robert L. Ryan)
- Invasion USA (1985), de Joseph Zito ... Obrero de la construcción (sin acreditar)
- Mutantes en la universidad (Class of Nuke 'Em High, 1986), de Lloyd Kaufman y Richard W. Haines ... Mr. Finley (como R.L. Ryan)
- Street Trash (1987) ... Frank Schnizer (como R.L. Ryan)
- El maniquí (Mannequin (1987) ... Encargado de la pizzeria (como R.L. Ryan)
- Eat and Run (1987) ... Murray Creature (como R. L. Ryan)
- Forever, Lulu (1987) ... Hombre obeso (como R.L. Ryan)